# Manis Friedman
Manis Friedman (nome completo: Menachem Manis HaKohen Friedman, (hebraico:מנחם מניס הכהן פרידמן); Praga, 14 de fevereiro de 1946) é um rabino nascido na Tchecoslováquia, mas com cidadania norte-americana, do movimento Chabad Lubavitch Chassid, Shliach. Ele é rabbi, autor, filósofo social e orador público. Ele também é o reitor do Instituto de Estudos Judaicos Bais Chana.
Friedman é autor do livro Doesn't Anyone Blush Anymore? (no Brasil lançado como Será que Ninguém Mais Se... Envergonha?), que foi publicado em 1990 e está atualmente em sua quarta impressão. Ele é destaque nos filmes documentários: The Lost Key (2014), The Jewish Journey: America (2015), e “Patterns of Evidences” (2017).

## Biografia
Nascido em Praga, Checoslováquia em 1946, Friedman imigrou com sua família para os Estados Unidos em 1951. Ele recebeu sua ordenação rabínica no Colégio Rabínico do Canadá em 1969.
Ele é o rabino mais popular do youtube com mais de 190,000 inscritos em março de 2022.

### Bob Dylan
Ele conheceu e orientou o cantor Bob Dylan durante uma crise de religiosidade do mesmo em 1980.

### Atividades
Em 1971, inspirado nos ensinamentos do Lubavitcher Rebbe, Friedman co-fundou o Bais Chana Women International, um Instituto de Estudos Judaicos no Minnesota para mulheres com pouca ou nenhuma educação judaica formal. Ele tem servido como reitor da escola desde a sua criação.
De 1984 a 1990, ele atuou como tradutor simultâneo de uma série de palestras televisionadas pelo Lubavitcher Rebbe. Friedman serviu brevemente como tradutor sênior da Jewish Educational Media, Inc.
Ele é membro profissionalmente classificado da National Speakers Association (Associação Nacional de Palestrantes) dos EUA. Excutando suas palestras ele já viajou por todo os Estados Unidos, além de países como Israel, Inglaterra, Holanda, África do Sul, Austrália, Brasil, Venezuela, Peru, Canadá e Hong Kong.
Na esteira dos desastres naturais em 2004 e 2005, Friedman escreveu um guia prático para ajudar os trabalhadores de resgate e socorro a entender e lidar adequadamente com as necessidades dos sobreviventes judeus.

### Família
Manis Friedman é um Kohen. Ele é o irmão do cantor judeu Avraham Fried e pai do vocalista de música contemporânea judaica Benny Friedman.
Casado com sua esposa Chana, o rabino Friedman é pai de 14 filhos.

## Ensinos
Embora não tenham sido extensivamente publicados em forma de livro, os ensinamentos de Friedman foram citados por muitos autores, escrevendo sobre várias questões seculares, bem como sobre tópicos exclusivamente judaicos.
Friedman foi citado em:
- Shmuley Boteach, The Private Adam (2005) e Dating Secrets of the Ten Commandments (2001)
- Barbara Becker Holstein, Enchanted Self: A Positive Therapy (1997)
- Angela Payne, Living Every Single Moment: Embrace Your Purpose Now (2004)
- Sylvia Barack Fishman, A Breath of Life: Feminism in the American Jewish Community (1995)

Em suas autobiografias, Playing with Fire: One Woman's Remarkable Odyssey de Tova Mordechai (1991) e Shanda: The Making and Breaking of a Self-Loathing Jew de Neal Karlen (2004), os autores atribuem a Friedman um papel em sua crescente religiosidade. 

### Opiniões sobre amor, casamento e feminilidade

#### Dois tipos de amor
Segundo Friedman, o amor entre os cônjuges deve superar as diferenças entre as duas partes, gerando maior intensidade no relacionamento. Em contraste, o amor entre os outros membros da família é baseado na comunidade que as duas partes compartilham. Friedman afirma ainda que marido e mulher, homem e mulher, em essência permanecem sempre estranhos; Por esta razão, o amor adquirido no relacionamento nunca é inteiramente consistente.

#### Fidelidade
Sobre a fidelidade no casamento, Friedman é citado afirmando: "Se você se beneficia dos benefícios de ser casado quando é solteiro, provavelmente se beneficiará dos benefícios de ser solteiro quando é casado".

#### Femininilidade
A socióloga Lynn Davidman entrevistou vários estudantes que estudavam com Friedman em 1983. Ela cita Friedman dizendo que uma mulher "viola a si mesma" se ela se abstém de ter filhos e que o controle de natalidade é uma "violação violenta do ser de uma mulher". Friedman insistiu que a angústia adolescente experimentada pelas meninas decorre do fato de que elas já estão biologicamente e psicologicamente prontas para o casamento, mas seus impulsos são contidos; ele acredita que as meninas devem se casar de maneira ideal aos quatorze anos. De acordo com Davidman, a posição de Friedman sobre a feminilidade diferia inteiramente dos valores de seus alunos.

#### Casamento
Em uma entrevista quando indagado sobre como os casais poderiam fortalecer seus próprios casamentos, ele declarou:
Parem de procurar amor e parem de procurar um sexo ótimo. Concentrem-se na pessoa com quem você está. Não há nada melhor do que estar com a pessoa com quem você é casado. Não é uma performance ou um evento olímpico. O que você precisa do seu cônjuge é o amor dele, não o amor genérico. (...) Surpreendentemente, as duas coisas que estão destruindo o casamento são o amor e o sexo. Você acaba se casando com o sexo e o amor, e a pessoa com quem está se perde no processo.

## Obras publicadas
- Doesn't Anyone Blush Anymore?: Reclaiming Intimacy, Modesty, and Sexuality (1990) no Brasil: Será que Ninguém Mais Se... Envergonha?: Recuperando a intimidade, a modéstia e a sexualidade (Maayanot, 2014) ISBN 8579030307
- True Existence: the Chasidic View Of Reality (2002)
- The Relief and Rescue Workers Guide to Judaism - a Rescue Workers Handbook
- The Joy of Intimacy: A Soulful Guide to Love, Sexuality & Marriage (2018) (com Ricardo Adler)
- Creating a Life That Matters: How to Live and Love with Meaning and Purpose (2021) (com Rivka Goldstein)